# Castillo de Lerés
Castillo de Lerés (aragonesisch Castiello de Lerés) ist ein spanischer Ort in der Provinz Huesca der Autonomen Gemeinschaft Aragonien. Castillo de Lerés, im Pyrenäenvorland liegend, gehört zur Gemeinde Sabiñánigo. Der Ort hatte im Jahr 2015 sechs Einwohner.

## Geographie
Der Ort liegt etwa 15 Straßenkilometer südlich von Sabiñánigo und ist über die N330 zu erreichen.

## Weblinks

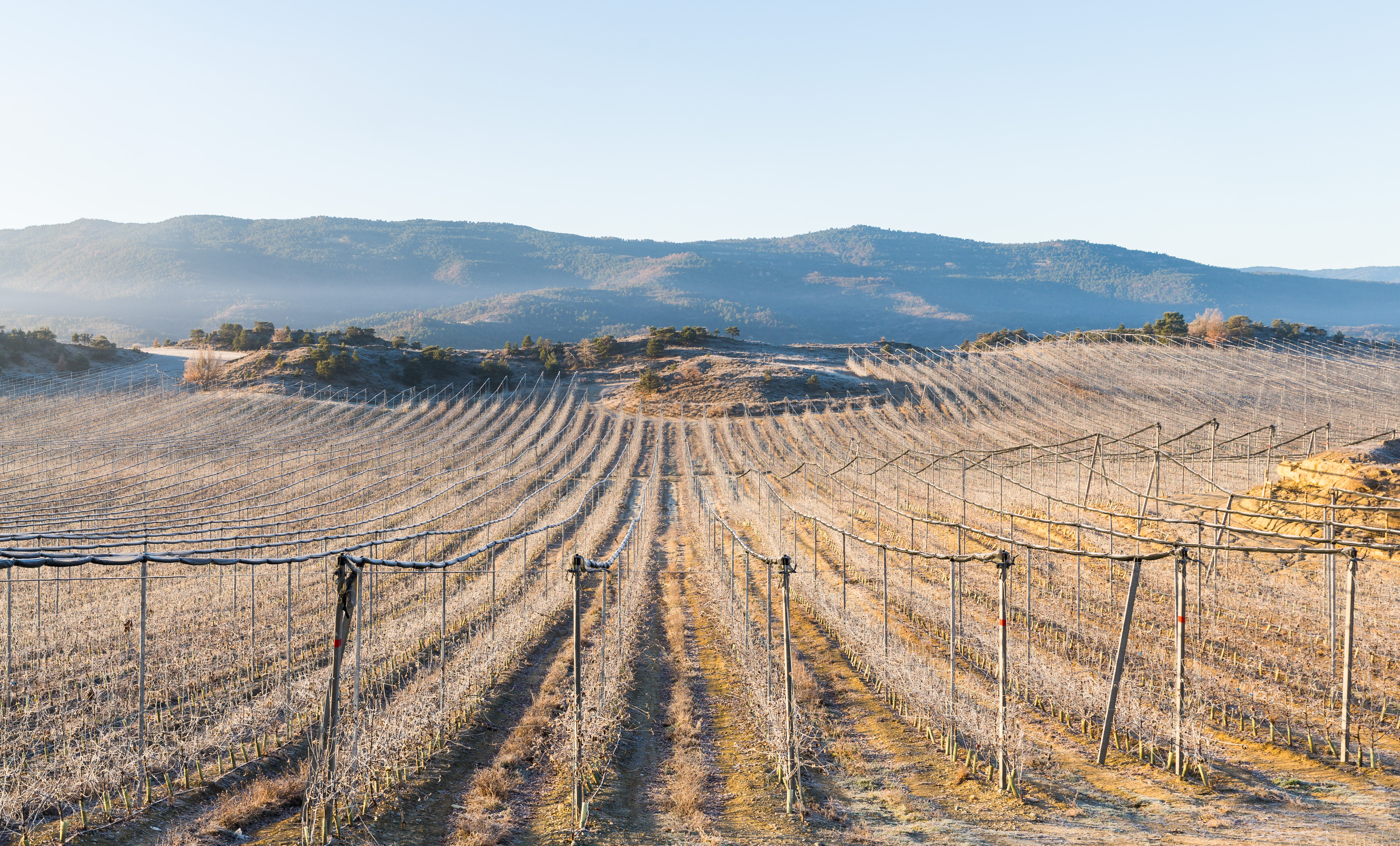
Landschaft bei Castillo de Lerés.